# Нанчо Попович
Нанчо Попович е български общественик и дарител роден през 1818 г. в град Шумен в семейството на Пеню Попович и Мария Пенева Попович. Имал е брат и сестра - Илия и Славна. Баща му бил грамотен и сравнително заможен и се занимавал с кожухарство. Той се ползвал с особено влияние пред турските власти. Майка му не била грамотна, но била изключително набожна.
Нанчо постъпил в българско училище, където се преподавало църковнославянски език, а по-късно бил записан от баща си в гръцко училище. Там той следвал няколко години и е изучавал Херодот, Омир и Аристотел, много добре усвоява и гръцкия език. След завършването на учението си баща му го завежда при големия шуменски търговец чорбаджи Харалан. След около три години Попович се издигнал и започнал сам да търгува. Нанчо се оказал добър търговец и бързо привлякъл клиенти. Благодарение на успеха той започнал да търгува със стоки доставени направо от Цариград. Това го издигнало до нивото на един от първите търговци в Шумен.
През 1845 г. емигрира в Букурещ като първоначално се устроил при своя роднина Петраки Радушев. Като причина за напускането на Шумен се сочи факта, че в Нанчо се влюбва туркиня. Тя му предлага да се оженят при положение, че той смени вярата си. Нанчо отказва и това му докарало неприятности в търговията. В Букурещ той започнал да търгува с Христо Георгиев, брат на Евлоги Георгиев. Той се доказал като честен и трудолобив в професията си.
След тридесетгодишно изгнание през 1875 г. той се връща в Шумен. При това си посещение изгражда нов дом на мястото на бащината си къща. По време на престоя си многократно споменавал за нуждата за изграждане на подходяща сграда за девическото училище в града. За втори път идва в Шумен през 1882 г. и престоява цялата зима. В началото на 1883 г. се връща във Влашко и след кратко боледуване умира.
Една година преди смъртта си Нанчо Попович написва завещание. Едно от желанията му е неговите кости да бъдат върнати и погребани в Шумен. Завещанието било съставено от седем точки като в шеста волята му се изразявала в това да остави 20 000 наполеона за град Шумен. Тези средства трябвало да бъдат вложени за построяването на сграда за едно от първите девически училища в страната. Същото да носи име „Нанчово“. Останалите средства се дават на влог в банка. Лихвата от него да се ползва за поддръжка на училището.
Костите на Нанчо Попович били пренесени до Шумен на 15 септември 1895 година от специална делегация. Посрещането им се превърнало в истинско народно тържество от жителите на града. На площада пред новопостроеното училище бил издигнат изработен в Париж бюст-паметник на мраморен пиедестал.
Пряк наследник на шуменското девическо училище днес е едно от най-старите и утвърдени училища в България – Природоматематическа гимназия „Нанчо Попович“.

## Ден на дарителя
Нанчо Попович е човекът, благодарение на когото 6 декември се отбелязва като ден на дарителя в България. Поради това, че на тази дата Българската православна църква отбелязва Никулден (имен ден и за Нанчо Попович) от 1937 г. е прието на този ден да се отбелязва Денят на дарителя. За честването му е ратувал да стане още възрожденеца Илия Блъсков през 1895 г. (годината на връщането на костите на Нанчо Попович в родния му град). Въпреки това обаче за пръв път денят е честван от гражданите на Шумен като такъв едва през 1937 г.